# Archeokalamit
Archeokalamit, asterokalamit (Archaeocalamites, Asterocalamites) – wymarły rodzaj skrzypowych z rodziny archeokalamitowatych, żyjący w późnym dewonie i we wczesnym karbonie.

## Charakterystyka
Archeokalamity były roślinami o pokroju drzewiastym, podobnymi morfologicznie i anatomicznie do późniejszych kalamitów, jednak znacznie mniejszych od nich. Pień był wyraźnie segmentowany poprzecznie (tzw. węzły), podobnie do łodyg dzisiejszego skrzypu lub bambusa. Pień był także podłużnie żebrowany, a wewnątrz pusty. Miał dość grubą korę i warstwę drewna wtórnego. Charakterystyczny dla wszystkich archeokalamitów jest prostolinijny przebieg wiązek przewodzących przez węzły. Dochodząc do węzła nie rozwidlają się one, co odróżnia je od kalamitów.
Liście wąskie, wyłącznie w węzłach, zebrane w okółki.
Posiadały podziemne kłącza, z których wyrastały korzenie.

## Występowanie
Późny dewon i wczesny karbon. Bardzo powszechne w utworach tego wieku w Europie, a także w Polsce (Góry Opawskie, Góry Bardzkie). Ze względu na to, że pnie i łodygi były puste w środku, często zachowują się one w postaci ośródek wewnętrznych.

## Znaczenie
Były jednymi z najpowszechniejszych roślin drzewiastych w swoim czasie występowania.
Megaspory i mikrospory archeokalamitów mają duże znaczenie w datowaniu osadów górnego dewonu i dolnego karbonu.

## Sztuczna systematyka
Liście, organy rozrodcze (kłosy zarodniowe, strobile) i podziemne kłącza oraz korzenie występujące przeważnie oddzielnie od całej rośliny mają swoje odrębne łacińskie nazwy.